# Google My Business
Google My Business (o Google Business Profile) è un servizio gratuito di promozione di attività commerciali o pubbliche offerto da Google. Attraverso questo strumento, le imprese, gli enti pubblici, i lavoratori autonomi, le associazioni possono comunicare una serie di informazioni relative alla sede fisica della propria attività (indirizzo, numero di telefono, orari di apertura, etc.) tramite il motore di ricerca di Google e Google Maps.

## Storia ed evoluzione
Nato nel 2014 come superamento di Google Places, Google My Business integra Google ricerca con Google Maps e Google+, come strumento di ricerca, selezione, promozione, informazione, recensione di attività professionali (imprese, enti, associazioni, professionisti, ecc.). Grazie alla dashboard unificata e rinnovata, Google Places (Maps) e le pagine Google+ Business e Local (social) sono diventate un unico prodotto dedicato alla propaganda e condivisione di un prodotto/servizio qualunque: Google My Business.
In pratica, quando si esegue con Google una ricerca che restituisce, per l'attività identificata, il riquadro con fotografie, indirizzo, orari, telefono, mappa e indicazioni stradali, eventuali sito web o spazio social, recensioni e punteggio relativo, ricerche correlate e altro ancora, quello è il risultato di Google My Business.
Google Places era il nome del servizio di Google che permetteva di aggiungere, gratuitamente, la propria scheda commerciale (scheda composta dalla localizzazione sulla mappa nonché dalle informazioni base sull'attività), in modo che comparisse accanto al risultato trovato, sul lato destro della pagina di ricerca. Tramite Google My Business il risultato è il medesimo ma, in questo caso, sono state integrate le altre applicazioni social di Google+ con Google Maps, prima disgiunte tra di loro. In pratica, è stata unificata la configurazione complessiva dei vari strumenti grazie alla console centralizzata.
Il servizio è gratuito e permette al proprietario (o ad un gestore per suo conto) di aggiornare, monitorare e ottimizzare il proprio brand e le informazioni associate (giorni/orari di apertura/chiusura, contatti, sedi, ecc.). Chiaramente, è necessario disporre di un account Google tramite il quale si amministrano le informazioni e si visualizzano le statistiche delle persone che hanno visualizzato l'attività o hanno raggiunto l'attività commerciale con il navigatore. Inoltre, si possono visualizzare le richieste/commenti ricevuti e rispondere.
Da luglio 2017 è possibile creare post personalizzati visibili all'interno della scheda personale Google My Business. Il post potrà essere formulato sotto forma di evento, con data di inizio e fine, e inoltre potrà essere aggiunto un pulsante (a scelta tra Prenota, Ordina online, Acquista, Ulteriori informazioni, Registrazione, Vai all'offerta).
Da gennaio 2019 è inoltre possibile per alcune attività ricevere direttamente messaggi dal Google My Business. È stato infatti aggiunto un tasto specifico per mettersi in contatto direttamente con il proprietario dell'impresa o ente pubblico o associazione (in generale un'organizzazione qualsiasi).
Google AdSense e Google Ads continuano come servizi di web advertising, eventualmente integrabili con l'attività di Google My Business.
Da novembre 2021 Google ha cambiato nome al servizio rinominandolo "Google Business Profile".

## La SEO Locale
Molti utenti utilizzano Google Search e Google Maps per individuare attività fisiche intorno a loro e avere le indicazioni stradali oppure fare chiamate telefoniche. In questo senso, la scheda di Google My Business è attualmente uno degli strumenti più efficaci di Local SEO, ovvero dell'ottimizzazione sui motori di ricerca a livello locale.
Le parti interessate (enti, fornitori, clienti, utilizzatori, cittadini, consumatori), infatti, possono trovare una attività presente su Google My Business tramite:
1. Ricerche dirette: l'utente cerca direttamente il nome o l'indirizzo di una attività.
2. Ricerche di tipo discovery: l'utente cerca una categoria, un prodotto o un servizio offerto e che appare visualizzato sulla scheda Google My Business.
3. Ricerche correlate al brand: l'utente ha cercato il tuo brand o un brand correlato alla tua attività.

Il processo di ottimizzazione e Come trovare clienti su Google Maps con Google my Business è articolato e complesso; in particolare si prefigge attività come:
- Introduzione
- Verifica
- Informazioni
- Foto, video, virtual tour
- Recensioni
- Google Post
- Domande e risposte
- Altre funzionalità e caratteristiche per singola categoria di attività
- Insights (Analytics)